# Ohmenhausen
Ohmenhausen, Reutlingen-Ohmenhausen — dzielnica miasta Reutlingen w Niemczech, w kraju związkowym Badenia-Wirtembergia.